# Larimichthys pamoides
Larimichthys pamoides är en fiskart som först beskrevs av Munro, 1964.  Larimichthys pamoides ingår i släktet Larimichthys och familjen havsgösfiskar. Inga underarter finns listade i Catalogue of Life.